# Mommenheim (Bas-Rhin)
Mommenheim ist eine französische Gemeinde mit 2259 Einwohnern (Stand 1. Januar 2021) im Département Bas-Rhin in der Europäischen Gebietskörperschaft Elsass und in der Region Grand Est. Am 1. Januar 2015 wechselte die Gemeinde vom Arrondissement Strasbourg-Campagne zum Arrondissement Haguenau-Wissembourg.

## Geschichte
Erstmals urkundlich erwähnt wird Mommenheim in einer Urkunde Kaiser Ottos I. von 953, in dem dieser dem Kloster Lorsch sein hiesiges Erbgut schenkt (RI II, 232). Spätestens seit dem 15. Jahrhundert und spätestens bis 1681 war es eins der etwa 40 elsässischen Reichsdörfer, die weder dem Fürstbischof von Straßburg noch den Herren von Lichtenberg unterstanden. Von 1871 bis 1918 gehörte es mit Elsaß-Lothringen zum Deutschen Kaiserreich.
Während der deutschen Besatzung im Zweiten Weltkrieg wurden 1940 die im Ort verbliebenen jüdischen Einwohner nach Südfrankreich deportiert. Nach Angaben von Yad Vashem wurden etwa zwanzig jüdische Einwohner Opfer der nationalsozialistischen Endlösung.

## Ortsteile

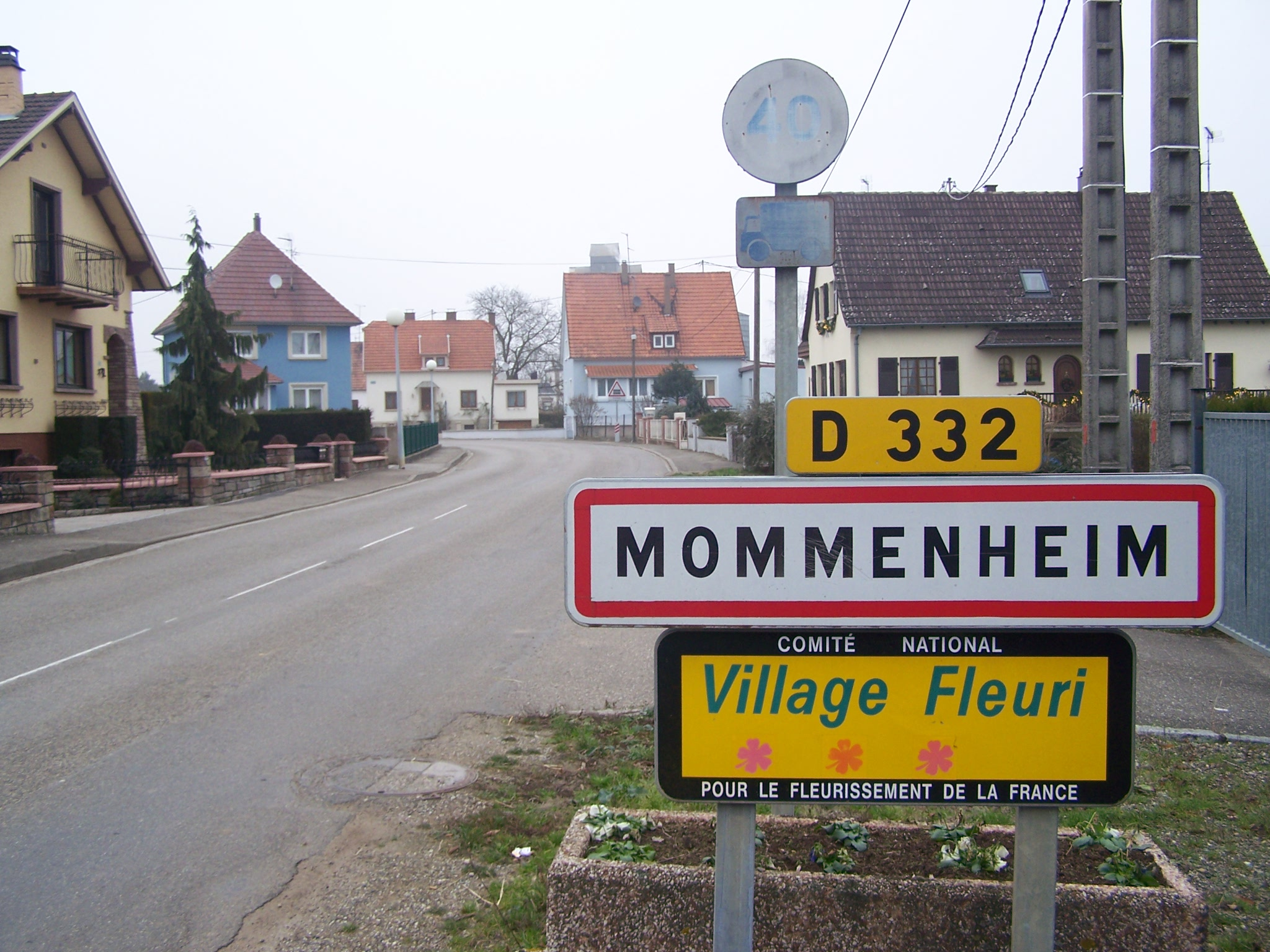
Ortseingang

- Frankolvisheim gehört zu den Gemeinden Mommenheim und Schwindratzheim.
- Das Dorf Blieningen existiert zumindest seit dem Mittelalter und enthält auch den Ortsteil Bluehning. An Blieningen ist auch die Gemeinde Wahlenheim beteiligt.
- Heingenheim ist im Jahr 814 als „Heinheim“ erwähnt.
- 1,5 km nordwestlich von der Hauptsiedlung Mommenheims liegen die Heinenmatten. Dort fließt auch der Minversheimerbach. Weitere Ortsbezeichnungen sind dort „Heingenheim im Loch“, „Heingenheim Bach“ und „Heingenheim Feld“.

## Bevölkerungsentwicklung
| Jahr      | 1962 | 1968 | 1975 | 1982 | 1990 | 1999 | 2006 | 2013 |
| Einwohner | 1315 | 1410 | 1602 | 1621 | 1702 | 1751 | 1803 | 1775 |

## Persönlichkeiten
- Léonard Specht (* 1954), Fußball-Nationalspieler